# 一年級生

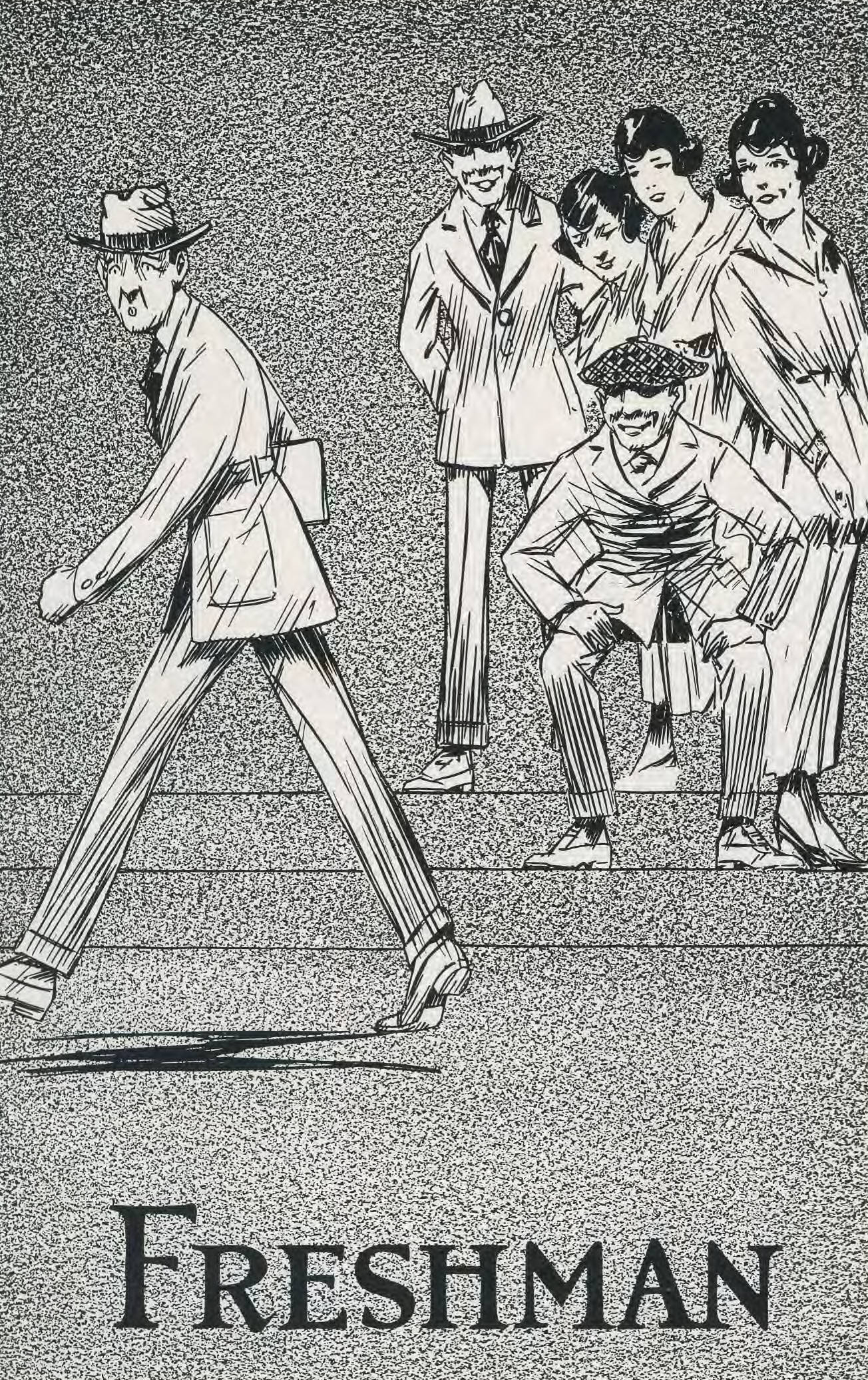
一年级生

一年級生（英語：Freshman）通常是指教育機構在中學或大專學校第一年的人。Freshman通常用於描述新手、第一次努力、在高中或大學學習第一年的學生。